# Dénes Pócsik
Dénes Pócsik (Kunágota, 9 marzo 1940 – Eger, 20 novembre 2004) è stato un pallanuotista ungherese, vincitore di una medaglia d'oro alle olimpiadi di Tokyo 1964, una d'argento a Monaco 1972 ed una di bronzo a Città del Messico 1968.